# Новофірсовська сільська рада
Новофі́рсовська сільська рада (рос. Новофирсовский сельский совет) — сільське поселення у складі Ку'їнського району Алтайського краю Росії.
Адміністративний центр та єдиний населений пункт — село Новофірсово.

## Населення
Населення — 428 осіб (2019; 560 в 2010, 702 у 2002).